# Amamiclytus setosulus
Amamiclytus setosulus là một loài bọ cánh cứng trong họ Cerambycidae.